# Старий ясен (пам'ятка природи)
Стари́й я́сен — ботанічна пам'ятка природи місцевого значення в Україні. Об'єкт природно-заповідного фонду Хмельницької області. 
Розташована в межах смт Летичів Хмельницької області, на вулиці Соборній, 12 (біля бібліотеки). 
Площа 0,01 га. Статус надано згідно з рішенням сесії обласної ради народних депутатів від 20 жовтня 1994 року № 7. Перебуває у віданні Летичівської селищної ради. 
Статус надано для збереження одного екземпляра вікового ясена.